# Долно Требешине
Долно Требешине или Долно Требешино (на сръбски: Доње Требешиње или Donje Trebešinje) е село в Югоизточна Сърбия, Пчински окръг, Град Враня, община Враня.

## География
Селото се намира във Вранската котловина. Разположено е преобладаващо над десния бряг на Требешинската река, като единствено Дигарската махала е от другата страна на реката. Отстои на 9 км югоизточно от общинския и окръжен център Враня, на 2 км северозападно от село Горно Требешине, на 3 км северно от село Долна Отуля и южно от селата Златокоп и Тибужде.

## История
Към 1903 г. селото е съставено от десет махали – Юручка, Кобанска, Тегарска, Веселинска, Бошнячка, Груинска, Янчевчанска, Вучковска, Джяинска и Дигарска.
По време на Първата световна война селото е във военновременните граници на Царство България, като административно е част от Вранска околия на Врански окръг и е център на Горнотребешинската община.

## Население
Според преброяването на населението от 2011 г. селото има 757 жители.

### Етнически състав
Данните за етническия състав на населението са от преброяването през 2002 г.
- сърби – 828 жители (99,51%)
- черногорци – 2 жители (0,24%)
- македонци – 1 жител (0,12%)
- неизяснени – 1 жител (0,12%)